# Maserati GranCabrio (2024)
La Maserati GranCabrio è un'autovettura cabriolet prodotta dalla casa automobilistica italiana Maserati a partire dal 2024.

## Il contesto
La GranCabrio rappresenta la versione convertibile della nota Coupé Maserati GranTurismo dalla quale riprende la meccanica, parte degli interni e il design della carrozzeria. La GranCabrio è la seconda automobile cabriolet prodotta dalla casa del tridente grazie all'abitacolo configurato come un quattro posti per la presenza delle poltrone posteriori. La vettura riprende il nome dalla sua antenata Maserati GranCabrio.

## Caratteristiche tecniche
La vettura, la cui progettazione è iniziata nel 2017 assieme alla sorella Maserati GranTurismo, viene realizzato sull'evoluzione della piattaforma Alfa Romeo Giorgio declinata in versione Sport, cui sono state apportate pesanti modifiche per l'installazione del sistema d'alimentazione e propulsione elettrica. La scocca fa largo impiego d'alluminio, con l'utilizzo di magnesio e acciai altoresistenziali per gli elementi strutturali. Il bilanciamento dei pesi si attesta al 52% all'anteriore e al 48% al posteriore; nello specifico, nelle varianti con il motore termico, l'auto ha una massa in ordine di marcia pari a 1795 kg contro i 1880 kg della precedente GranCabrio con Motore V8. 
L'alleggerimento del peso è stato possibile grazie all'adozione del Motore V6 che ha ingombri inferiori rispetto al V8 e al posizionamento del differenziale anteriore: infatti, non sono collocati in sovrapposizione l'uno sull'altro come avviene di solito, ma sono posti sullo stesso piano, portando all'allungamento dello sbalzo anteriore a 949 mm; così facendo i progettisti hanno potuto collocare il V6 più in basso, riducendo il baricentro della vettura e migliorando la tenuta di strada. 
Lo schema sospensivo comprende davanti un quadrilatero a doppio braccio oscillante, mentre dietro c'è un multilink. Non sono presenti molle meccaniche, bensì elementi pneumatici a controllo elettronico dello smorzamento, che sfruttano la compressione del gas per replicare il comportamento elastico e smorzante della molla. La meccanica è la stessa della sorella Maserati GranTurismo.

## Motori e versioni

### V6 Nettuno
Mentre la GranCabrio di prima generazione utilizzava un motore Ferrari aspirato con architettura V8 abbinato alla trazione posteriore, la seconda generazione monta, a seconda degli allestimenti, due propulsori, uno elettrico e uno endotermico a benzina con architettura V6 biturbo derivato dalla Maserati MC20 e dalla Grecale Trofeo denominato Nettuno.
Questo motore, dalla cilindrata di 3 litri (2992 cm³), è disponibile in due versioni e step di potenza: la Modena da 490 CV a 6500 giri/min e 600 Nm di coppia a 3000 giri/min e la Trofeo da 550 CV e 650 Nm di coppia tra i 2500 ed i 5500 giri/min, abbinato entrambi ad un cambio automatico a 8 marce e alla trazione integrale permanente.
Strutturalmente a livello tecnico, il motore conserva l'angolo tra le bancate di 90° ma, rispetto a quello della MC20, la lubrificazione è a carter umido, con alesaggio di 88 mm e corsa di 82 mm, con un rapporto di compressione pari a 11:1. La testata è dotata di un sistema a doppia candela di accensione (simile al Twin Spark) con precamera per ogni cilindro, mentre l'alimentazione prevede l'uso di due turbocompressori e di un sistema misto d'iniezione (sia diretta che indiretta) di carburante, attraverso l'uso di due iniettori per cilindro, per un totale di dodici.
Sulla GranCabrio è presente un sistema di disattivazione selettiva dei cilindri, che spegne un’intera bancata in alcune fasi di guida a basso carico motore, facendolo lavorare a 3 cilindri, con la peculiarità di avere anche la disattivazione della relativa catena di distribuzione, grazie ad un sistema di punterie idrauliche collassabili.
Il rapporto potenza-peso è di 0,27 CV/kg per la Modena e 0,31 CV/kg per la Trofeo. A livello prestazionale, la Modena copre lo 0 a 100 km/h in 3,9 secondi e arriva ad una velocità massima di 302 km/h, mentre la Trofeo migliora il tempo di accelerazione impiegando 3,5 secondi per scattare da 0 a 100 km/h e toccando una punta massima di 320 km/h.

## Il motore
Mentre la GranTurismo di prima generazione utilizzava un motore Ferrari aspirato con architettura V8 abbinato alla trazione posteriore, la seconda generazione monta, a seconda degli allestimenti, due propulsori, uno elettrico e uno endotermico a benzina con architettura V6 biturbo derivato dalla Maserati MC20 e dalla Grecale Trofeo denominato Nettuno.
Questo motore, dalla cilindrata di 3 litri (2992 cm³), è disponibile in due versioni e step di potenza: la Modena da 490 CV a 6500 giri/min e 600 Nm di coppia a 3000 giri/min e la Trofeo da 550 CV e 650 Nm di coppia tra i 2500 ed i 5500 giri/min, abbinato entrambi ad un cambio automatico a 8 marce e alla trazione integrale permanente.
Strutturalmente a livello tecnico, il motore conserva l'angolo tra le bancate di 90° ma, rispetto a quello della MC20, la lubrificazione è a carter umido, con alesaggio di 88 mm e corsa di 82 mm, con un rapporto di compressione pari a 11:1. La testata è dotata di un sistema a doppia candela di accensione (simile al Twin Spark) con precamera per ogni cilindro, mentre l'alimentazione prevede l'uso di due turbocompressori e di un sistema misto d'iniezione (sia diretta che indiretta) di carburante, attraverso l'uso di due iniettori per cilindro, per un totale di dodici.
Sulla GranTurismo è presente un sistema di disattivazione selettiva dei cilindri, che spegne un’intera bancata in alcune fasi di guida a basso carico motore, facendolo lavorare a 3 cilindri, con la peculiarità di avere anche la disattivazione della relativa catena di distribuzione, grazie ad un sistema di punterie idrauliche collassabili.